# El Faro Nacional
El Faro Nacional fue un periódico editado en Madrid entre 1851 y 1865, durante el reinado de Isabel II. 

## Historia
Editado en Madrid, fue impreso primeramente en la imprenta de L. García; tras pasar por varias, en sus últimos años en la de J. Antonio García. Su primer número apareció el 5 de marzo de 1851, con dieciséis páginas de 0,223 x 0,137 m. Su periodicidad era de cinco días y empleaba el subtítulo «Revista universal de la Administración Pública». El 5 de enero de 1852 lo cambió por el de «Revista de Jurisprudencia, de Administración de Tribunales y de Instrucción Pública», apareciendo jueves y domingos. Cesó en 1865, con el subtítulo «Revista de Jurisprudencia, Administración, Tribunales, Notariado, e Instrucción Pública». Dirigido por Francisco Pareja de Alarcón, en sus páginas participaron entre otros, José María de Antequera, Juan de la Concha Castañeda y Mariano Nougués Secall, entre otros.